# Blanca Portillo Martínez de Velasco
Blanca Portillo Martínez de Velasco Madrid, Espanya, 15 de juny de 1963) és una actriu, productora i directora espanyola.

## Biografia
Va néixer a Madrid, ciutat en la qual va començar a apuntar-se a petites produccions amateurs de teatre. Per a fer realitat el seu desig de convertir-se en actriu, Blanca Portillo es va matricular a la RESAD, on es va graduar en Art Dramàtic.

## Trajectòria professional
Amb el títol a la mà aconsegueix papers en funcions com Bodas de sangre (1984), El mal de la juventud (1985), Lope de Aguirre, traidor (1988), Marat-Sade (1992) o Las troyanas (1993). Entre elles va destacar el seu doble paper de Cuento de invierno (1992), en la qual va encarnar:
1) Una reina que moria de pena després de veure's acusada injustament d'adulteri i patir la mort del seu primer fill.
2) La filla d'aquesta que havia viscut durant anys creient-se una pagesa i que aconseguia restablir l'harmonia en la terra.
En 1994 va protagonitzar al costat de Joaquim Kremel l'obra de David Mamet, Oleanna, en la qual va encarnar a Carol, una estudiant que reclamava una major nota al seu professor qui li atorgava excel·lent. Portillo havia d'interpretar a un personatge la percepció del qual sobre ell mateix varia en cada acte, de tal manera que l'espectador deixava de veure en ella a una víctima assetjada per un abús de poder per a apreciar-la com una arribista que no es per a davant res per a pujar esglaons.
Conclosa la funció, Portillo va participar en obres teatrals com Una bala perdida (1995), El embrujado (1995), Terror y miseria del Tercer Reich (1995), Mujeres frente al espejo (1996), i Un fénix demasiado frecuente (1997). Entre mig va debutar al cinema amb Entre rojas.
Després va fer El color de las nubes (1997), een la qual va encarnar a una mare divorciada que desatenia al seu fill. El paper li va valer una candidatura al Goya a la millor actriu revelació i als premis de la Unión de Actores, en l'edició dels quals va rebre el guardó a la millor actriu secundària per l'obra teatral Eslavos, una reflexió sobre el final de segle i la caiguda del règim comunista en l'URSS.
Malgrat l'èxit al cinema i del premi obtingut, Blanca Portillo va tornar als escenaris amb Madre, el drama padre (1998) —basada en el text d'Enrique Jardiel Poncela— i No hay burlas con el amor (1998). Paral·lelament debutà en la direcció teatral amb Hay amores que hablan (1997) i Shakespeare a pedazos (1999).
A l'any següent Luis San Narciso la va fitxar per a la sèrie de televisió 7 vidas, on va interpretar Carlota, una perruquera insegura però afectiva i racional que es casava amb un taverner (Gonzalo: Gonzalo de Castro) a qui pretenia educar i la relació del qual es va enterbolir en principi davant la negativa d'ell a tenir fills -i que va acabar acceptant a causa d'un embaràs inesperat-, i per les ànsies d'explorar una nova relació amb un altre home. Blanca es va sumar a tot l'elenc en el moviment del No a la guerra en 2003, el mateix any en què va posar veu en castellà a un dels personatges del film d'animació Buscant en Nemo.
L'actriu va compaginar el rodatge de la sèrie amb el seu treball en obres de teatre com El matrimonio de Boston, El sueño de una noche de verano (2002), Desorientados (2003) i Como en las mejores familias (2003) don va coincidir amb bona part dels seus companys de televisió. En ella encarnava a Yolanda, una dona casada que tenia fred en la seva relació conjugal amb Philippe i davant el món. Gràcies a aquest paper l'actriu va obtenir una candidatura al Fotogramas de Plata i el premi de la Unión de Actores. Al final de l'any va dirigir l'obra Desorientados (2003).
En 2004 va decidir abandonar la sèrie per a emprendre un projecte teatral a l'Argentina titulat La hija del aire, basada en un text de Calderón de la Barca. Hi va interpretar Semíramis, la reina de Babilònia, una monarca que desafiava el seu destí exercint el seu poder. L'actriu va compaginar l'obra amb el rodatge del film Elsa y Fred (2005), en la qual va encarnar a una dona que s'oposava a la relació entre el seu progenitor i una anciana de la seva mateixa edat.
En tornar a Espanya va escenificar l'obra a Madrid i va decidir interpretar a un home —més concretament a un inquisidor del segle XVII— al film Alatriste (2005), basada en la novel·la d'Arturo Pérez-Reverte. Es va rapar el pèl per a afrontar el seu paper. La Unión de Actores li va concedir un tercer premi a la millor actriu de teatre.
Va compaginar aquest treball amb la seva participació en una obra de teatre del col·lectiu Animalario titulada Hamelin, inspirada en el cas de pederàstia del barri del Raval de Barcelona que va fer perdre el pes polític a una associació de veïns en clara oposició als plans urbanístics de l'ajuntament. El director de la funció, Andrés Lima, declarava que el seu principal interès era denunciar la perversió en l' educació dels nens.
Més recentment Pedro Almodóvar la va cridar per a interpretar a la veïna de Chus Lampreave en la pel·lícula Volver (2006) en la qual va interpretar a Agustina, una dona del poble que busca a la seva mare i a la qual li detecten un càncer. Un ésser solitari —tan auster fins a portar el cap rasurat— en els últims dies del qual troba l'afecte de les seves antigues veïnes i que la vinculaven de nou amb el repertori de dona decidida amb iniciativa pròpia.
Conclòs aquest treball va fitxar per a Los fantasmas de Goya, dirigida per Miloš Forman, n la qual va encarnar a la reina Maria Lluïsa de Parma.
En 2006 va dirigir l'obra de teatre Siglo XX, que estás en los cielos, que narrava l'experiència als llimbs de dos joves que van morir sense aconseguir la trenta —un milicià republicà i una drogoaddicta que va caure fulminada en plena moguda madrilenya—, la història de dues guerres perdudes, una lliurada perquè aquests joves no visquessin pitjor i una altra fruit de la falta d'ideals i la sobredosi d'escepticisme. La posada en escena requeria un únic escenari (un quadrilàter), les llums apagades (que impedien veure el rostre dels actors: Roberto Enríquez, Silvia Abascal, Ricardo Gómez i Santiago Crespo) i la filtració en l'escenari d'olors que remetien als llocs al·ludits pel text... Entre la posada en marxa del projecte i l'inici de la gira, Portillo va accedir a aparèixer en el capítol 200 de 7 vidas, on es va retrobar amb els seus antics companys de repartiment (Amparo Baró, Eva Santolaria, Carmen Machi, Toni Cantó, Florentino Fernández, Santi Millán, Gonzalo De Castro) i s'unia als nous (Leandro Rivera, Yolanda Ramos i Cristina Peña).
Quan l'obra va deixar de representar-se a Madrid, al Teatro Español, Blanca va viatjar al 59è Festival Internacional de Cinema de Canes per promocionar Volver. Allí rebria amb Penélope Cruz, Chus Lampreave, Yohana Cobo, Carmen Maura, i Lola Dueñas el premi a la millor actuació.
Dos mesos després Gracia Querejeta li va oferir el seu primer paper protagonista al cinema a Siete mesas (de billar francés) en la que va incorporar l'amant de l'amo d'un negoci de billar, una dona de fort caràcter la mare del qual va interpretar Amparo Baró. En teatre va estrenar Afterplay, segons un text de Brian Friel que especulava sobre una trobada entre els personatges de Oncle Vania i Tres germanes. En la funció l'actriu va encarnar Sonya, qui des de la mort del seu oncle no ha aconseguit adquirir encara una propietat privada i segueix enganxada al Doctor Astrov, amb qui a penes manté esporàdiques relacions sexuals que tornen a accentuar la seva solitud i sofriment.
El 18 de desembre es feia pública la seva candidatura als Premis Goya al costat de les seves companyes de repartiment Lola Dueñas i Carmen Maura; contra les quals competiria per a alçar-se amb el guardó corresponent del Cercle d'Escriptors Cinematogràfics i el de la Unión de Actores. Finalment va guanyar el guardó de la Unión de Actores, perdent els altres dos guardons en benefici de Carmen Maura.
Al maig va encapçalar juntament amb Susi Sánchez i Celso Bugallo el repartiment de Mujeres soñaron caballos, en la qual va interpretar a Ulryka, una fotògrafa pragmàtica que manté una relació inestable amb el seu marit (Ginés García Millán), caracteritzada per la violència verbal i física.
En concloure la funció, es va incorporar als assajos de Barroc, adaptació de Les amistats perilloses, en la qual va treballar al costat de Chema León i Asier Etxeandía. Va compaginar aquest treball amb la seva incorporació a Cuéntame cómo pasó, on va donar vida a una professora universitària feminista. En cinema va signar contracte per a narrar la història d'unes recluses que van fundar a presidi la seva pròpia companyia de teatre. Susi Sánchez, Candela Peña, Verónica Echegui, Natalia Mateo van completar el repartiment. Al mateix temps s'alçava amb la Conquilla de Plata a la millor actriu al Festival Intercional de Cinema de Sant Sebastià així com sengles candidatures als Premis Goya com al Cercle d'Escriptors Cinematogràfics. Els seus treballs teatrals mereixen també esments als Max (per Mujeres soñaron caballos) i a la Unión de Actores (per Barroco).
El gener de 2009 es va estrenar la sèrie per a Telecinco, Acusados, en la que interpreta a la jutgessa Rosa Ballester. En aquest ocasió, va tornar a treballar amb Silvia Abascal i amb José Coronado. Al març del mateix any, s'estrenava el seu següent treball amb Pedro Almodóvar: Pedro Almodóvar: Los abrazos rotos, rodat a mitjan any anterior.
El gener de 2010, Telecinco estrena Las mil caras de Blanca Portillo un reportatge en el qual l'actriu repassa la seva trajectòria artística i fa balanç de la seva carrera; i a la fi d'aquest mateix any es dona a conèixer que l'actriu assumia el càrrec de directora del Festival de Mèrida en substitució de Francisco Suárez. El 2011 es va posar sota la direcció de l'obra teatral La avería, que esa protagonitzada per: Emma Suárez, José Luis García Pérez, Asier Etxeandia, Daniel Grao, José Luis Torrijo i Fernando Soto, en la que Blanca va substituir vàries vegades Daniel Grao i durant lrs últimrs funcions Emma Suárez. També rodó va rodar sota les ordres d'Álex de la Iglesia La chispa de la vida. El 2012 va gravar entre Galícia i Catalunya, La visitadora de cárceles, dirigida per Laura Mañá.
En 2012 ss'estrenà una adaptació de La vida es sueño, de Calderón de la Barca, dirigida per Helena Pimenta i que es va estrenar al Festival d'Almagro. En ella Blanca Portillo interpreta Segismundo. Aquest any va guanyar el Premi Max a la millor direcció d'escena per La avería, i el Premi Nacional de Teatre per la seva valentia en assumir nous reptes escènics i el seu defensa del teatre com a compromís amb la societat.
En 2013 es va estrenar en Telecinco la minisèrie Niños robados, dirigida per Salvador Calvo, on va interpretar a Sor Eulalia, una controvertida religiosa.
En 2014, es posa al capdavant de l'elenc de l'obra de teatre Testamento de María, de l'escriptor Colm Tóibín i dirigida per Agustí Villaronga
Des de juliol de 2014 i fins a agost de 2015, va donar vida a Mariana en la sèrie Chiringuito de Pepe de Telecinco.
En novembre de 2014, dirigí al Teatro Calderón de Valladolid una adaptació de Don Juan Tenorio realitzada per Juan Mayorga i interpretada per la Compañía Nacional. Als cartells va figurar de José Zorrilla, si bé amb talls i afefits importants que ocasionaren crítiques desfavorables, fins i tot alguns mitjans parlaren de carregar-se el Tenorio.Després de l'estrena a Valladolid, el muntatge es va presentar a Madrid, Sevilla i el Festival de Teatre d'Almagro, però no va tornar a la ciutat que va presenciar l'estrena. Un any més tard per les mateixes dates, el Teatro Zorrilla de Valladolid va presentar un nou muntatge degut al dramaturg Carlos Burguillo.
En 2015 va començar i durant 2016 va continuar rodant la sèrie Sé quién eres, de Telecinco. Finalment la sèrie va ser emesa en 2017 i va donar vida a Alicia Castro.
En 2017 va debutar com a presentadora de televisió en el programa Ellas, de La 1 de TVE.

## Teatre
Com a actriu
- Madre Coraje y sus hijos (2019)
- Mrs Dalloway (2019-¿?)
- El cartógrafo (2016-2019)
- El emperador de la Atlántida (2016)
- El testamento de María (2014-2016)
- La vida es sueño (2012-2016)
- Fisterra (2013-2014)
- La avería (2012)
- Antígona (2011)
- Paseo romántico (2010-2011)
- Medea (2009)
- Hamlet (2009)
- Barroco (2007-2008)
- Mujeres soñaron caballos (2007).
- Afterplay (2006-2007).
- Hamelín (2005).
- La hija del aire (2004).
- Desorientados (2003)
- Como en las mejores familias (2003).
- El sueño de una noche de verano (2002)
- El matrimonio de Boston (2001)
- Madre, el drama padre (1998)
- No hay burlas con el amor (1998).
- Un fénix demasiado frecuente (1997)
- Eslavos (1997)
- Mujeres frente al espejo (1996)
- El embrujado (1995)
- Un bala perdida (1995)
- Terror y miseria del Tercer Reich (1995)
- Bodas de sangre (1994)
- Oleanna (1994)
- Las troyanas (1993)
- Marat-Sade (1992)
- Lope de Aguirre, traidor (1992)
- Cuento de invierno (1992)
- La cantante calva (1991)
- Hécuba (1991)
- El mal de la juventud (1985)

Com a directora
- El ángel exterminador (2017)
- Don Juan Tenorio (2014)
- La avería (2011)
- Siglo XX... que estás en los cielos (2006)
- Desorientados (2004)
- Shakespeare a pedazos (1999)
- Hay amores que hablan (1997)

## Televisió

### Sèries
| Sèries de televisió | Sèries de televisió                          | Sèries de televisió     | Sèries de televisió | Sèries de televisió |
| Any                 | Títol                                        | Personatge              | Cadena              | Notas               |
| ------------------- | -------------------------------------------- | ----------------------- | ------------------- | ------------------- |
| 1991 - 1992         | Crónicas urbanas                             | Laura                   | La 2                | 2 episodis          |
| 1996                | La otra familia                              | Estefanía               | Telemadrid          | 1 episodi           |
| 1997                | La casa de los líos                          | Cuca                    | Antena 3            | 1 episodi           |
| 1997 - 1998         | Médico de familia                            | Vicky                   | Telecinco           | 2 episodis          |
| 1998                | Más que amigos                               | Silvia                  | Telecinco           | 1 episodi           |
| 1998                | Periodistas                                  | Irene                   | Telecinco           | 1 episodi           |
| 1998                | Compañeros                                   | Marga                   | Antena 3            | 2 episodis          |
| 1999 - 2006         | 7 vidas                                      | Carlota Pérez           | Telecinco           | 166 episodis        |
| 2002                | Un paso adelante                             | Rilaura Ruiz            | Antena 3            | 1 episodi           |
| 2007 - 2008         | Cuéntame cómo pasó                           | Begoña                  | La 1                | 9 episodis          |
| 2009 - 2010         | Acusados                                     | Rosa Ballester          | Telecinco           | 26 episodis         |
| 2012                | Frágiles                                     | Mónica                  | Telecinco           | 1 episodi           |
| 2012                | Hospital Central                             | Alba                    | Telecinco           | 2 episodis          |
| 2012                | Concepción Arenal, la visitadora de cárceles | Concepción Arenal       | La 1                | TV-Movie            |
| 2013                | Niños robados                                | Sor Eulalia             | Telecinco           | 2 episodis          |
| 2014                | Cuéntame un cuento                           | Sara Morgade (Bruja)    | Antena 3            | 1 episodi           |
| 2014 - 2016         | El chiringuito de Pepe                       | Mariana Masianet Alonso | Telecinco           | 26 episodis         |
| 2016                | Web Therapy                                  | Patricia Navas          | #0                  | 1 episodi           |
| 2017                | Sé quién eres                                | Alicia Castro           | Telecinco           | 16 episodis         |
| 2019                | Promesas de arena                            | Julia                   | La 1                | 6 episodis          |
| 2020                | Parot                                        | Andrea Llanes           | Prime Video         | 10 episodis         |
| 2021                | La Fortuna                                   | Zeta                    | Movistar+           | 5 episodis          |
| 2022                | Días mejores                                 | Doctora Laforet         | Prime Video         | 10 episodis         |

### Programes
- Planeta Calleja, ella misma (2018)
- Ellas, presentadora (2017)
- Las mil caras de Blanca Portillo (reportatge) (2010), ella mateixa.
- La noche con Fuentes y cía (2004) (invitada)

## Cinema
| Any  | Pel·lícula                                      | Director                     |
| ---- | ----------------------------------------------- | ---------------------------- |
| 2019 | Retrato de mujer blanca con pelo cano y arrugas | Iván Ruiz Flores             |
| 2019 | Invisibles                                      | Gracia Querejeta             |
| 2015 | Segrest                                         | Mar Targarona                |
| 2011 | La chispa de la vida                            | Álex de la Iglesia           |
| 2009 | Los abrazos rotos                               | Pedro Almodóvar              |
| 2007 | Siete mesas de billar francés                   | Gracia Querejeta             |
| 2006 | Alatriste                                       | Agustín Díaz Yanes           |
| 2006 | Volver                                          | Pedro Almodóvar              |
| 2006 | Los fantasmas de Goya                           | Miloš Forman                 |
| 2005 | Elsa y Fred                                     | Marcos Carnevale             |
| 2003 | Buscant en Nemo (veu)                           | Andrew Stanton i Lee Unkrich |
| 2001 | Solo mía                                        | Javier Balaguer              |
| 1997 | El color de las nubes                           | Mario Camus                  |
| 1996 | El perro del hortelano                          | Pilar Miró                   |
| 1995 | Entre rojas                                     | Azucena Rodríguez            |

## Premis i candidatures
Festival Internacional de Cinema de Canes
| Any  | Categoria                              | Pel·lícula | Resultat   |
| ---- | -------------------------------------- | ---------- | ---------- |
| 2006 | Millor actriu (amb la resta d'actrius) | Volver     | Guanyadora |

Festival Internacional de Cinema de Sant Sebastià
| Any  | Categoria                             | Pel·lícula                    | Resultat   |
| ---- | ------------------------------------- | ----------------------------- | ---------- |
| 2007 | Conquilla de Plata a la millor actriu | Siete mesas de billar francés | Guanyadora |

Premis Goya
| Any  | Categoria                | Pel·lícula                    | Resultat   |
| ---- | ------------------------ | ----------------------------- | ---------- |
| 2022 | Millor actriu            | Maixabel                      | Guanyadora |
| 2007 | Millor actriu            | Siete mesas de billar francés | Nominada   |
| 2006 | Millor actriu secundària | Volver                        | Nominada   |
| 1997 | Millor actriu revelació  | El color de las nubes         | Nominada   |

Fotogramas de Plata
| Any  | Categoria                  | Pel·lícula/Serie/Montaje      | Resultat      |
| ---- | -------------------------- | ----------------------------- | ------------- |
| 2014 | Millor actriu de teatre    | Testamento de María           | Nominada      |
| 2012 | Millor actriu de teatre    | La vida es sueño              | Guanyadora    |
| 2009 | Millor actriu de cinema    | Los abrazos rotos             | Nominada      |
| 2008 | Millor actriu de teatre    | Barroco                       | Nominada      |
| 2007 | Millor actriu de cinema    | Siete mesas de billar francés | Nominada      |
| 2003 | Millor actriu de teatre    | Como en las mejores familias  | Nominada      |
| 2001 | Millor actriu de televisió | 7 vidas                       | Semifinalista |
| 2001 | Millor actriu de teatre    | Madre, el drama padre         | Semifinalista |

Premis de la Unión de Actores
| Any  | Categoria                                      | Pel·lícula/Serie/Montaje     | Resultat   |
| ---- | ---------------------------------------------- | ---------------------------- | ---------- |
| 2013 | Millor actriu protagonista de televisió        | Niños robados                | Nominada   |
| 2012 | Millor actriu protagonista de teatre           | La vida es sueño             | Guanyadora |
| 2009 | Millor actriu secundària de cinema             | Los abrazos rotos            | Nominada   |
| 2009 | Millor actriu protagonista de televisió        | Acusados                     | Nominada   |
| 2007 | Millor actriu protagonista de teatre           | Barroco                      | Nominada   |
| 2006 | Millor actriu secundària de cinema             | Volver                       | Guanyadora |
| 2004 | Millor actriu protagonista de teatre           | La hija del aire             | Guanyadora |
| 2003 | Millor actriu secundària de teatre             | Como en las mejores familias | Guanyadora |
| 2002 | Millor actriu protagonista de televisió        | 7 vidas                      | Nominada   |
| 2000 | Millor interpretació protagonista de televisió | 7 vidas                      | Guanyadora |
| 1997 | Millor interpretació secundària de cinema      | El color de las nubes        | Nominada   |
| 1997 | Millor interpretació secundària de teatre      | Eslavos                      | Guanyadora |

Cercle d'Escriptors Cinematogràfics
| Any  | Categoria                | Pel·lícula                    | Resultat |
| ---- | ------------------------ | ----------------------------- | -------- |
| 2009 | Millor actriu secundària | Los abrazos rotos             | Nominada |
| 2007 | Millor actriu            | Siete mesas de billar francés | Nominada |
| 2006 | Millor actriu secundària | Volver                        | Nominada |

Premis Feroz
| Any  | Categoria                               | Pel·lícula    | Resultat |
| ---- | --------------------------------------- | ------------- | -------- |
| 2017 | Millor actriu protagonista de una serie | Sé quién eres | Nominada |

Premis Max
| Any  | Categoria                  | Pel·lícula                    | Resultat   |
| ---- | -------------------------- | ----------------------------- | ---------- |
| 2015 | Millor actriu protagonista | El testamento de María        | Guanyadora |
| 2012 | Millor director            | La avería                     | Guanyadora |
| 2009 | Millor actriu protagonista | Hamlet                        | Guanyadora |
| 2008 | Millor actriu protagonista | Barroco                       | Nominada   |
| 2007 | Millor actriu protagonista | Mujeres soñaron caballos      | Nominada   |
| 2004 | Millor actriu de reparto   | Como en las millores familias | Guanyadora |
| 2002 | Millor actriu protagonista | Madre, el drama padre         | Guanyadora |

Premis Mestre Mateo
| Any  | Categoria                                   | Pel·lícula                                   | Resultat |
| ---- | ------------------------------------------- | -------------------------------------------- | -------- |
| 2012 | Millor interpretación femenina protagonista | Concepción Arenal, la visitadora de cárceles | Nominada |